# Tunnel Deschlberg
Der 745 Meter lange Tunnel Deschlberg, der bei Grasmannsdorf den Deschlberg unterquert, wurde 2011 im Zuge des Baus der Ortsumgehung Furth im Wald (B 20) eröffnet. Bis zur Freigabe des zweiten Teilabschnittes der Umgehung von Furth-Mitte bis Furth-Nord im Sommer 2013 war der Tunnel als Staatsstraße gewidmet. Er besitzt außerdem einen 739 Meter langen Rettungsstollen. Insbesondere wegen des Baus des Tunnels Deschlbergs wurde die Ortsumgehung Furth im Wald mit insgesamt 75 Millionen Euro Baukosten zu einer der teuersten Ortsumgehungen Bayerns. Mit der Eröffnung der gesamten Ortsumgehung fließt der Verkehr Richtung Tschechien komplett durch den Tunnel.